# Vy (entreprise)
Pour les articles homonymes, voir VY et NSB (homonymie).
Vy, officiellement Vygruppen AS, est une compagnie ferroviaire norvégienne. Elle fut créée sous sa forme actuelle par l'Administration nationale du rail norvégien d'après la législation du 1er décembre 1996, mais privatisée par la suite le 1er juillet 2002 par le ministère des Transports norvégien. Les chemins de fer norvégiens restent malgré tout la propriété du Royaume qui reste le décideur final : quand il n'est pas le seul actionnaire, il est actionnaire majoritaire. Vy est aussi un opérateur de autocars longue-distance, appelés Vy Buss (anciennement Nettbuss), et de trains régionaux en Suède sous le nom de Vy Tåg (anciennement Tågkompaniet).

## NSB et NSB AS
- On appelle NSB (1883-1996) l'entreprise publique globale qui construit et exploite les chemins de fer en Norvège de 1883 à 1996.
- On appelle NSB AS (1996-2019) la société d'état qui gère l'exploitation du trafic. C'est la Jernbaneverket, créée en 1996 à la suite de la réorganisation de la NSB, qui gère au nom de l'État l'ensemble des infrastructures ferroviaires. La NSB est aujourd'hui concurrencée par d'autres opérateurs comme CargoNet.

## Histoire

### De 1854 à la création de la NSB (1883)
La première ligne de chemin de fer norvégienne, la Hovedbanen (longue de 68 km) qui relie Oslo à Eidsvoll, fut ouverte le 1er septembre 1854. Cette ligne fut construite par des ingénieurs britanniques, financée par des investisseurs britanniques et  le gouvernement norvégien. Le coût total de la construction fut de 2 millions de speciedaler. L'investissement fut extrêmement profitable en raison du bois de construction transporté par rail. Ce nouveau mode de transport permit à l'entreprise du bois de connaître une véritable expansion. De plus, le télégraphe fut installé le long de la Hovedbanen et des lignes qui furent construites par la suite. Le gouvernement norvégien avait une grande influence sur la ligne, alors qu'elle était privée (et ce jusqu'en 1926).
La ligne suivante (et qui fut de fait la première ligne publique) fut construite sur décision du Parlement norvégien en 1857. Le 23 juin 1862 fut inaugurée la ligne à voie étroite entre Hamar et Grundset. Le 3 octobre 1862 fut ouverte la ligne à écartement standard Kongsvingerbanen qui relie Lillestrøm à Kongsvinger, permettant de relier la Suède à Charlottenberg. Ce qui était vital à  l'époque puisque Norvège et Suède vivaient en  union personnelle. Par la suite plusieurs lignes furent construites : Størenbanen (1864), Ligne de Randsfjord (1868), Ligne de Drammen (1872), Ligne de Røros (1877), ligne de Jær (1878), Ligne d'Østfold (partie ouest en 1879, partie est en 1882), la ligne du Vestfold et  la ligne de Meråker également en 1882. Ces lignes de chemins de fer étaient totalement contrôlées par l'État quand bien  même des personnes privées pouvaient avoir des actions sur certaines lignes et touchaient des dividendes.

### Création de la NSB
La Norges Statsbaner fut officiellement fondée en 1883 par l'établissement d'un siège central à Kristiania pour tous les chemins de fer nationaux construits à partir de 1857. Toutes ces lignes furent réparties en 6 districts chacun dirigé par un chef de district et son bureau. Ces six bureaux étaient situés à Kristiania, Drammen, Hamar, Trondhjem, Stavanger et Bergen. Des districts et bureaux furent créés par la suite à Kristiansand, Narvik et Arendal. Ces structures restèrent inchangées jusqu'en 1989.

### Expansion
En 1890, le Storting décide de relancer la construction ferroviaire après sept ans d'absence de projet. Un grand nombre de lignes fut construit dans les années qui suivirent avec Oslo pour centre. Des lignes partiellement existantes furent complétées par étapes (voir en particulier l'exemple de la Ligne du Sørland). Ainsi la ligne de Bergen fut-elle achevée en 1909, la ligne de Dovre en 1921, la ligne du Nordland jusqu'à Mo i Rana en 1942 et la ligne du Sørland en 1944.

### 1945-1970
Après la Seconde Guerre mondiale, l'expansion du chemin de fer s'est quasiment arrêtée avec comme seule exception la continuation de la ligne du Nordland jusqu'à Bodø (1962).
En 1952, les autorités norvégiennes décidèrent que 50 % de la longueur des lignes (représentant au total 80 % du trafic) devait être électrifiée en 15 kV AC. Le reste du réseau devant être desservi par des locomotives diesel. La conséquence principale fut un travail continu d'électrification de l'intégralité des lignes se situant au sud du lac Mjøsa ainsi que la ligne de Dovre. Celle-ci fut la dernière à être électrifiée (1970).
Afin de compléter la modernisation de son réseau, la NSB fit l'acquisition de nouvelles locomotives.
- L'El 11 à partir de 1951 pour les lignes électrifiées (complétées plus tard par les El 13).
- La Di 3 à partir de 1957 pour les locomotives diesel (complétées plus tard par les Di 2)

### 1970–1995
Après des décennies de planification et de construction, le tunnel d'Oslo fut ouvert en 1980. Il a permis aux trains qui venaient de l'ouest d'Oslo de rejoindre la gare centrale d'Oslo, ce qui a entrainé en 1989 la fermeture de la gare d'Oslo Vestbanestasjon. Le tunnel a également permis de révolutionner le service des trains de banlieue.

### Depuis 1996
Le 1er décembre 1996, eut lieu le plus grand changement structurel des chemins de fer norvégiens au cours du vingtième siècle. La NSB s'est divisée en trois agences nationales :
- la Jernbaneverket, qui est propriétaire des lignes, s'occupe de la maintenance et de la construction de nouvelles voies ferrées ;
- la Statens jernbanetilsyn, qui supervise toutes les opérations ferroviaires dans le pays ;
- la NSB devenue NSB BA, transformée en société anonyme appartenant exclusivement au Ministère destransports et communications norvégien. En outre, la NSB est devenue une société, avec NSB Biltrafikk (aujourd'hui Nettbuss).

En 1998, le nouvel aéroport d'Oslo est inauguré en remplacement du vieil aéroport de Fornebu qui était devenu trop petit au cours des années 1980. Le compromis politique trouvé afin de construire le nouvel aéroport a eu deux conséquences pour la NSB : 
- en raison de la décision prise de construire un aéroport le plus écologiste possible, la décision fut prise de construire une ligne grande vitesse de 56 km entre Oslo et l'aéroport, le voyage prenant alors 19 min ;
- en raison de la volonté de ne pas faire payer l'aéroport au moyen d'impôts, il fut décidé de le financer par des prêts. L'aéroport a donc été financé, construit et exploité par Oslo Lufthavn AS, filiale d'Avinor (l'opérateur aéroportuaire public norvégien); quant à la ligne ferroviaire, elle a été construite par la filiale de la NSB : NSB Gardermobanen.

Mais  des problèmes surgirent durant la construction de la Gardermobanen car il y eut une fuite dans le tunnel de Romeriksporten, ce qui entraina un dépassement important du budget et un retard dans l'ouverture du tunnel.
La première ligne grande vitesse de Norvège a été inaugurée le 8 octobre 1998 en même temps que l'aéroport ; quand bien même le tunnel de Romeriksporten ne fut ouvert que le 22 octobre 1999. La ligne est aujourd'hui desservie par 16 rames électriques, des Class 71, d'une capacité de 168 passagers et d'une vitesse maximale de 210 km/h.
La NSB s'est modernisée à la fin des années 1990 à travers l'acquisition de nouveaux matériels roulants. Après plusieurs échecs, principalement liés au fait que les machines ne résistent pas au froid en particulier pour la ligne du Nordland. Des locomotives plus rapides ont permis de diminuer les temps de trajet d'environ une heure sur les grandes lignes sans pour autant modifier les tracés des lignes.
En 2002, le second gouvernement de Kjell Magne Bondevik a décidé de déréguler le secteur du chemin de fer. La NSB s'est vue transformée en société anonyme. Le trafic du fret a été transformé de NSB Gods (marchandises) en CargoNet dont une partie fut vendue à l'entreprise publique suédoise Statens Järnvägar. En 2004 le gouvernement a décidé de diviser en deux NSB Gardermobanen, transférant ce qui touche aux infrastructures à la Jernbaneverket, et la circulation à l'entreprise publique Flytoget.

### Renommé «Vy»
Le 12 mars 2019, NSB a annoncé que la compagnie va se renommer « Vy ». Un mot scandinave, « Vy » doit signifier que la compagnie a une vue, une vision pour l’avenir. Le nouveau nom est devenu officiel le 24 avril 2019.
Sous le nom « Vy », la compagnie assemble toutes ses autres opérations :
- Vy Tog, anciennement NSB, est l’opérateur principal de trains longues distances et régionaux en Norvège
  - Vy Gjøvikbanen, anciennement NSB Gjøvikbanen, filiale pour les opérations sur la ligne de Oslo à Gjøvik
- Vy Buss, anciennement Nettbuss, est l’opérateur de autocars en Norvège et Suède
- Vy Tåg, anciennement Tågkompaniet, est un opérateur de trains régionaux en Suède
- Vy Bybil, une offre carsharing dans la capitale de Norvège, Oslo.

Seul CargoNet, l’opérateur de trains de marchandises, ne se trouve pas sous le nouveau nom « Vy ».

## Organisation
La NSB était jusqu'en 1996 une entreprise publique qui gérait à la fois le trafic et les infrastructures. Mais à partir du 1er décembre 1996, la NSB a vu son organisation radicalement changer. Les chemins de fer norvégiens sont alors divisés en trois pôles :
- NSB AS, à partir de 2019, Vy gère le trafic ;
- Jernbaneverket gère les infrastructures ;
- Statens jernbanetilsyn supervise l'action des deux organismes, fait la jonction entre eux et est garant du respect des lois quant aux actions entreprises.

Durant une période transitoire (1996-1999), NSB BA et Jernbaneverket étaient dirigées par le même homme, Osmund Ueland. À partir du 1er juillet 1999, les deux organismes se séparent aussi bien géographiquement qu'administrativement.
NSB s'occupe alors du trafic passager et marchandise. En 2002, la dérèglementation va voir la transformation de NSB Gods en CargoNet mais aussi l'ouverture à la concurrence.
Malgré les différentes phases de dérèglementation, les chemins de fer norvégiens restent malgré tout la propriété du Royaume qui reste le décideur final : quand il n'est pas le seul actionnaire, il est actionnaire majoritaire (CargoNet). Pour ce qui est de CargoNet, l'autre actionnaire est une entreprise publique suédoise.